# Plexaura esperi
Plexaura esperi is een zachte koraalsoort uit de familie Plexauridae. De koraalsoort komt uit het geslacht Plexaura. Plexaura esperi werd in 1907 voor het eerst wetenschappelijk beschreven door Verrill. 